# エリーザベト・フォン・バイエルン (1227–1273)
エリーザベト・フォン・バイエルン（Elisabeth von Bayern, 1227/30年 - 1273年10月9/10日）は、ローマ王、シチリア王およびエルサレム王コンラート4世の王妃。また、コンラート4世の死後、チロル伯妃、ゲルツ伯およびケルンテン公マインハルトと再婚した。

## 生涯
エリーザベトは、ヴィッテルスバッハ家のバイエルン公オットー2世とアグネス・フォン・ブラウンシュヴァイク（ライン宮中伯ハインリヒ5世の娘）との間の長女である。
1246年9月1日、フォーブルクにおいてローマ王コンラート4世と結婚した。この結婚を通して、ヴィッテルスバッハ家は最も強力なホーエンシュタウフェン家の支持者となった。結婚から8年後の1254年に、コンラート4世は死去した。コンラート4世との間にはコンラディン（1252年生）のみが生まれたが、コンラディンはイタリア侵攻で敗れ、1268年10月29日にナポリで斬首された。
最初の夫コンラート4世の死から5年後に、エリーザベトはマインハルディン家のチロル伯・ケルンテン公マインハルト2世と結婚した。マインハルトにとっては、自分より上位で年上の元王妃との結婚をする政治的動機があった。1268年に処刑された息子コンラディンの追悼を望んでいたエリーザベトは、夫マインハルトとともに1272年よりチロルに新たにシトー会のシュタムス修道院の建設を始めた。1273年1月15日、マインハルトとエリーザベトはそれぞれ、リュッツェルおよびライテンハスラッハのシトー会修道院の修道院長に手紙を送っている。エリーザベトは、修道院長のシュタムスへの訪問に感謝し、新しく創建される修道院への修道士の派遣を依頼している。最終的に、カイスハイムの母修道院から13人の修道士が1273年にシュタムスへ派遣された。この手紙により、1273年10月に死去したエリーザベトが、シュタムス修道院の創建に積極的にかかわっていたことがうかがえるが、1275年3月以降に行われたマインハルトによる修道院への寄付においてはエリーザベトについては触れられていない。この修道院は1284年にマインハルトにより拡張され、マインハルトとエリーザベトはこの修道院に埋葬された。エリーザベトはマインハルトより10歳年上で、夫マインハルトはエリーザベトの死から20年後に死去したが、二人の間には6人の子女が生まれた。
1273年にエリーザベトは死去し、シュタムス修道院の小さな木造のヨハンネス教会に埋葬された。1284年に修道院が完成すると、エリーザベトはそちらに改葬された。主祭壇の左側にラテン語の碑文が刻まれた墓碑があり、それには「創建者であるマインハルトは、妻エリーザベトと4人の子供たちとともにここに埋葬される」と記されている。いわゆる「Österreichisches Grab（オーストリア人の墓）」は、教会の中央身廊の西側の床下に設置され1684年に完成し、そこにはエリーザベトの等身大の金色の彫像が置かれている。2000年、息子コンラディンを記念して、銘板が教会の前庭に設置された。
次女のエリーザベトは、後にローマ王となるアルブレヒト1世と結婚し、後のハプスブルク家の皇帝の先祖となった。マインハルトとの間の長男アルベルトが父に先立ち死去した後、次男オットー3世がチロル・ゲルツ伯およびケルンテン公位を継承した。さらにオットー3世の死後、唯一生存していた息子ハインリヒ6世がケルンテン公とチロル伯位を継承した。ハインリヒ6世はまた、ボヘミア王として即位し、死後両親と同じくシュタムス修道院に埋葬された。

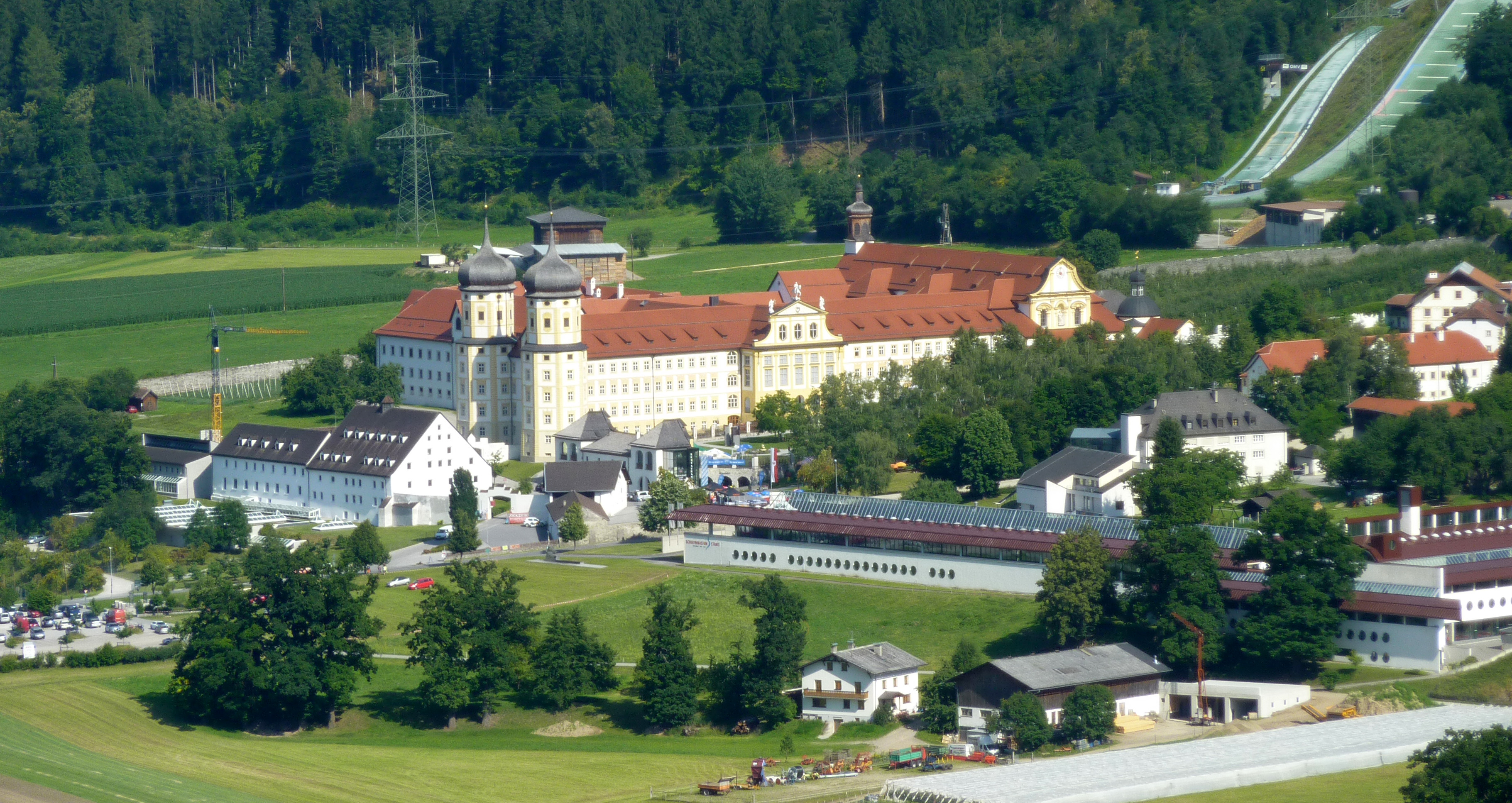
シュタムス修道院
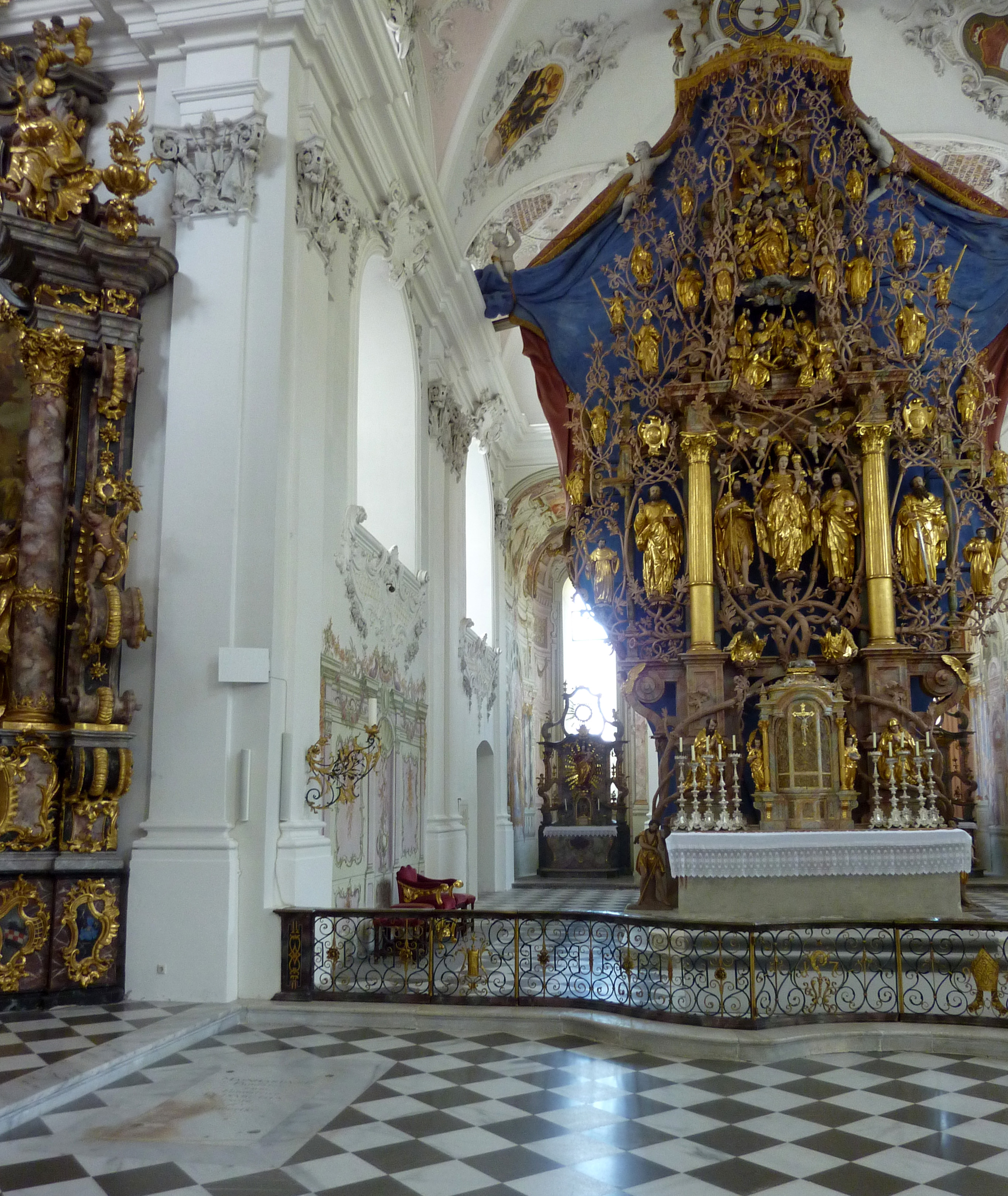
シュタムス修道院教会の主祭壇にある墓所
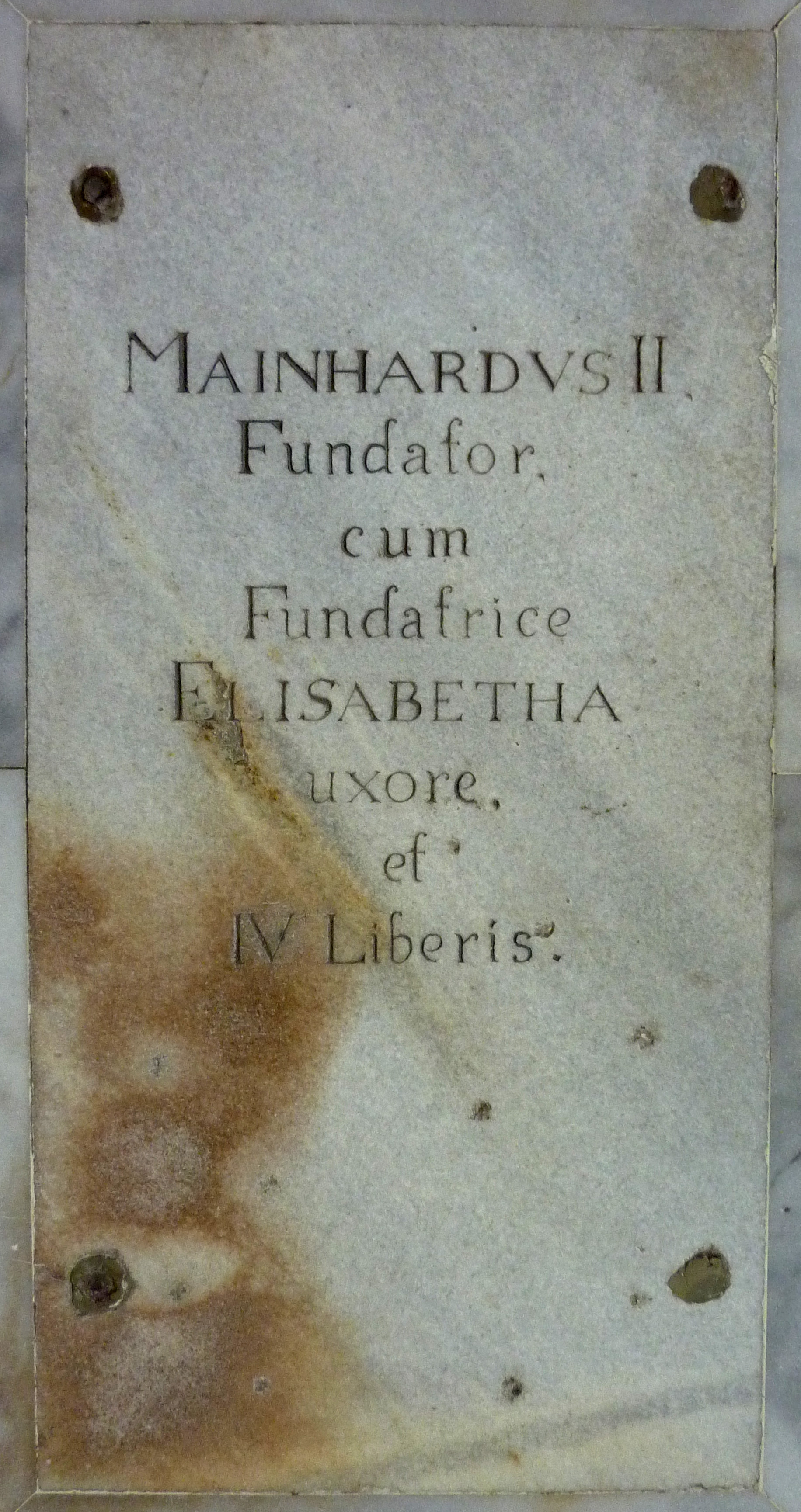
マインハルトとエリーザベトの墓碑
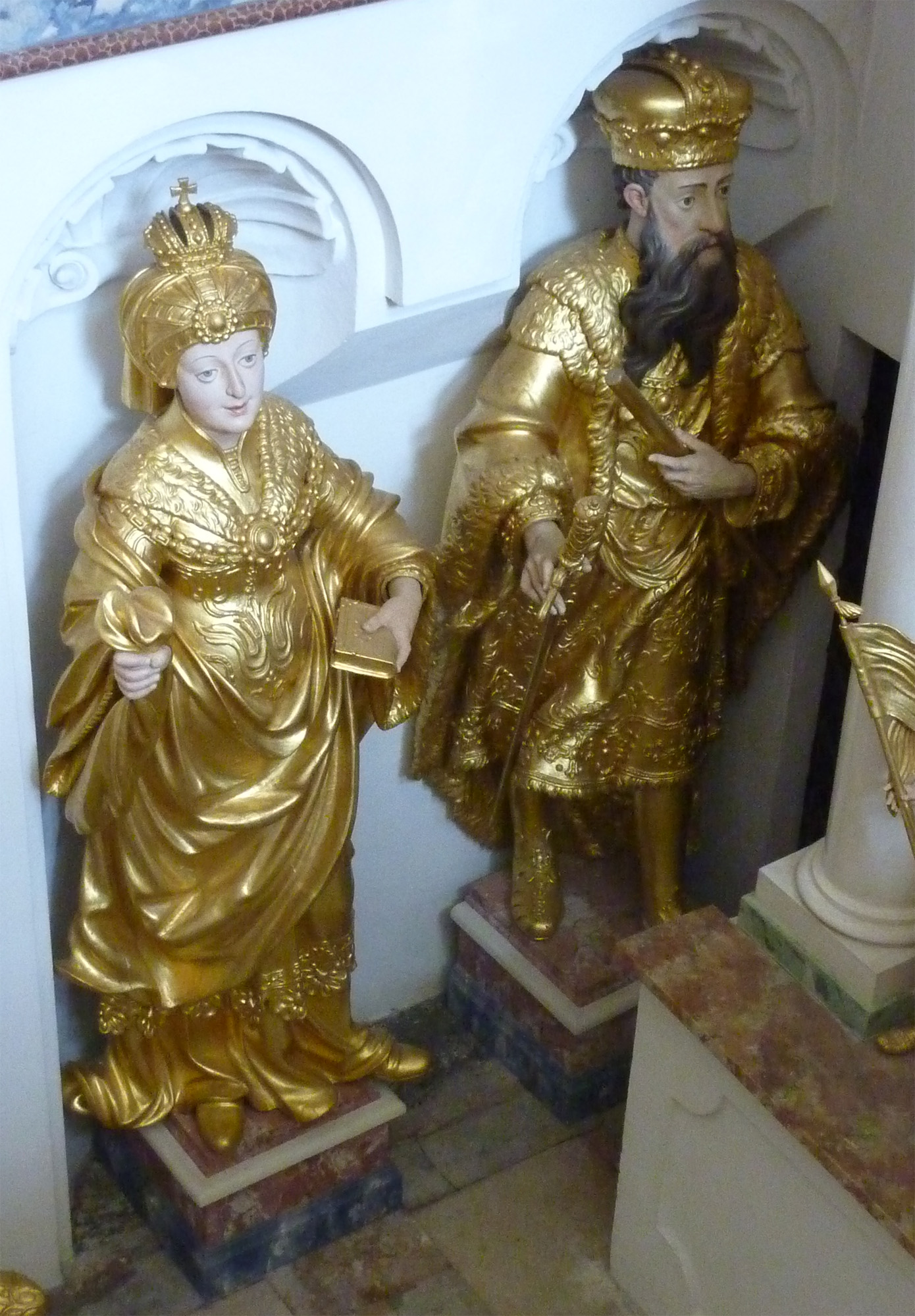
「Österreichisches Grab」にあるマインハルトとエリーザベトの像
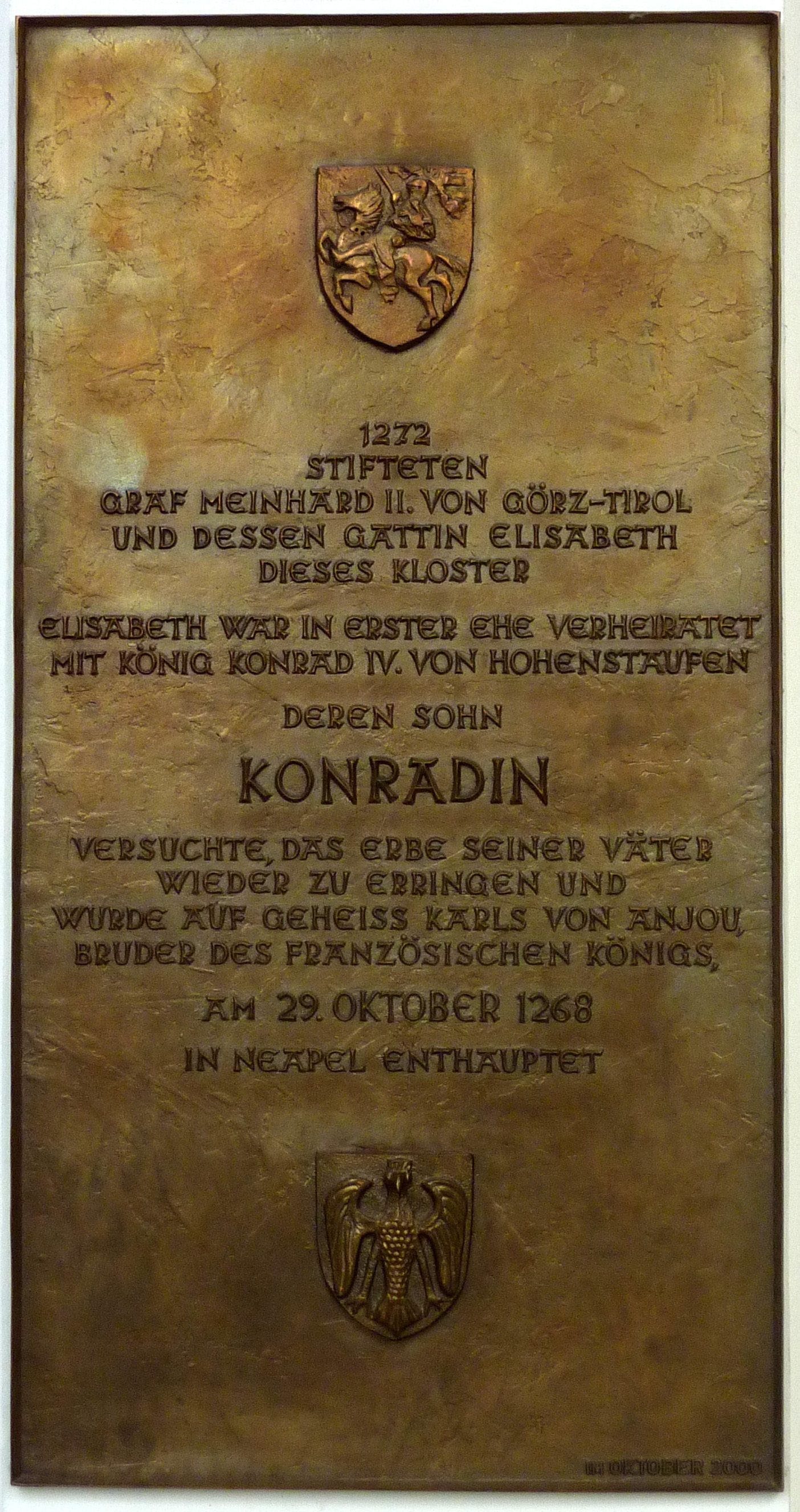
エリーザベトの息子コンラディンを記念した銘板

## 子女
コンラート4世との間に1男をもうけた。
- コンラディン（1252年 - 1268年） - シュヴァーベン公、シチリア王、エルサレム王

ケルンテン公マインハルトとの間に6人の子女をもうけた。
- アルベルト2世（1292年没） - チロル伯
- アグネス（1293年5月14日没） - 1286年にマイセン辺境伯フリードリヒ1世と結婚
- エリーザベト（1262年頃 - 1313年） - 1276年にローマ王アルブレヒト1世と結婚
- オットー3世（1265年頃 - 1310年） - チロル伯、ゲルツ伯、ケルンテン公
- ハインリヒ6世（1270年頃 - 1335年） - チロル伯、ケルンテン公、ボヘミア王、ポーランド王
- ルートヴィヒ（1305年没）